# 哈蒙德 (堪薩斯州)
哈蒙德（英語：Hammond）為位在美國堪薩斯州波旁縣的非建制地區。

## 歷史
位在哈蒙德的郵政局於1877年4月18日開業，之後持續營業直到1968年7月26日歇業。此社區以最早定居於此的一個家族命名。